# Rabensteig
Das Naturschutzgebiet Rabensteig liegt in der baden-württembergischen Stadt Blaubeuren im Alb-Donau-Kreis.
Es wurde am 1. Oktober 1937 vom damaligen württembergischen Kultminister durch Verordnung ausgewiesen und 1959 durch Einbeziehung des Staatswalddistrikt Langedicke erweitert.

## Lage
Das Naturschutzgebiet Rabensteig liegt etwa 800 Meter westlich des Blaubeurener Ortsteils Weiler und 1 km südlich von Seißen im Naturraum Mittlere Flächenalb. Es ist etwa 27 Hektar groß und liegt auf einer Höhe von 550 bis 670 m ü. NHN auf der Grenze zwischen Mittlerem und Höherem Oberjura an einem südexponierten Hang im Tiefental.

## Landschaftscharakter
Das Gebiet ist vollständig bewaldet. Der Wald wird seit der Ausweisung des Schutzgebiets nicht mehr bewirtschaftet und entwickelt sich entsprechend naturnah. Es handelt sich größtenteils um Seggen-Buchenwaldbestände. Des Weiteren zeichnet sich das Gebiet durch zahlreiche Felsformationen und Blockhalden aus.

## Zusammenhängende Schutzgebiete
Das Naturschutzgebiet liegt im Bannwald „Rabensteig“, ist Teil des FFH-Gebiets „Tiefental und Schmiechtal“ sowie des Vogelschutzgebiets „Täler der Mittleren Flächenalb“ und ist vollständig vom Landschaftsschutzgebiet „Blaubeuren“ umschlossen.